# Oensingen
Oensingen es una comuna suiza del cantón de Soleura, capital del distrito de Gäu. Limita al norte con la comuna de Balsthal, al noreste con Oberbuchsiten, al este con Kestenholz, y al sur y oeste con Niederbipp (BE).